# With Love (album de Kana Nishino)
Pour les articles homonymes, voir With Love.
Albums de Kana Nishino
Love place
(2012)
Compilations par Kana Nishino
Love Collection ~pink~/Love Collection ~mint~
(2013)
Singles
With Love est le 5e album solo de Kana Nishino, sorti sous le label SME Records Inc. le 12 novembre 2014 au Japon.

## Présentation
L'album arrive 1er à l'Oricon. Il se vend à 100 111 exemplaires la première semaine et reste classé 5 semaines pour un total de 192 494 exemplaires vendus. Il contient quatre de ses singles et sept pistes inédites (sans compter le prologue et l'épilogue). Il sort au format CD et CD+DVD, sur le DVD on peut trouver les quatre clips de ses quatre singles et leurs making of.

## Liste des titres
| 1.  | Prologue ~You & Me~            |  |
| 2.  | Darling                        |  |
| 3.  | Koisuru Kimochi (恋する気持ち) |  |
| 4.  | We Don't Stop                  |  |
| 5.  | Love Is All We Need            |  |
| 6.  | Suki (好き)                    |  |
| 7.  | Gomen ne (ごめんね)            |  |
| 8.  | Tough Girl                     |  |
| 9.  | Abracadabra                    |  |
| 10. | Love & Joy                     |  |
| 11. | 25                             |  |
| 12. | Sayonara (さよなら)            |  |
| 13. | Stand Up                       |  |
| 14. | Epilogue ~with LOVE~           |  |

| 1. | Sayonara (さよなら) (vidéo-clip) |  |
| 2. | Sayonara (さよなら) (Making of)  |  |
| 3. | We Don't Stop (vidéo-clip)       |  |
| 4. | We Don't Stop (Making of)        |  |
| 5. | Darling (vidéo-clip)             |  |
| 6. | Darling (Making of)              |  |
| 7. | Suki (好き) (vidéo-clip)         |  |
| 8. | Suki (好き) (Making of)          |  |